# Demonax pendleburyi
Demonax pendleburyi là một loài bọ cánh cứng trong họ Cerambycidae.